# یوسف عدنان
یوسف عدنان (انگلیسی: Youssef Adnane؛ زادهٔ ۱۶ ژوئیهٔ ۱۹۸۵) بازیکن فوتبال اهل فرانسه است.
از باشگاه‌هایی که در آن بازی کرده‌است می‌توان به باشگاه فوتبال آنژه، باشگاه فوتبال کان، و باشگاه فوتبال استاد برستوا ۲۹ اشاره کرد.